# Blagovješčensk (Amurska oblast, Rusija)
Blagovješčensk (ruski: Благовещенск, kineski:海兰泡, čitaj: Hailanpao) je grad u dalekoistočnom dijelu Rusije. Glavni je grad Amurske oblasti. Nalazi se 7.985 kilometaraistočno od Moskve, na 50°22′N 127°31′E / 50.367°N 127.517°E.
Broj stanovnika: 221.900 (2001.) 
Grad se nalazi 110 km od Transsibirske pruge na lijevoj obali rijeke Amur, koja čini rusku među s Kinom od 1858. godine, od Aigunskog sporazuma i 1860. godine,  Pekinškog sporazuma. Područje sjeverno od Amura je prije pripadalo carskoj Kini (vidi Nerčinski sporazum). 
Utemeljen je 1856. kao vojna ispostava. Svoje ime je dobio dvije godine kasnije, po parohijalnoj crkvi Blagovijesti (Blagovješćenje, na ruskom izgovoreno) 
Rast grada Blagovješčenska je podigla zlatna groznica početkom 20. stoljeću i njegov položaj na kineskoj granici, niti kilometar daleko od grada Heihea. 
Za vrijeme Bokserskog ustanka, kineski ustanici su granatirali grad u srpnju 1900. godine. Prema legendi ruskih ortodoksnih kršćana, grad je spasila čudesna ikona Gospe Alabazinske, kojoj se stanovništvo molilo neprekidno tijekom granatiranja, koje je trajalo skoro dva tjedna. 
Za tih dana, policija, pomognuta od strane Kozaka, odlučila je istjerati cijelu kinesku zajednicu s ruske obale Amura na kinesku stranu.
Civili su natjerani u rijeku i mnogi su od njih se utopili. Ukupno je poginulo 3000 ljudi.
Za vrijeme Kulturne revolucije grad je bio predmetom maoističke propagande, koju se provodilo preko zvučnika s druge strane rijeke, 24 sata na dan. Danas dva grada tvore slobodnu trgovinsku zonu i uglavnom prekogranična trgovina drži Blagovješčensk na životu.